# Полунепрерывная функция

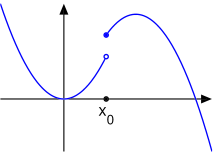
полунепрерывная сверху функция.

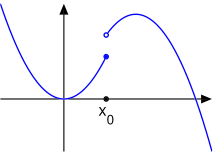
полунепрерывная снизу функция.

Полунепреры́вность в математическом анализе — это свойство функции более слабое, чем непрерывность. Функция полунепрерывна снизу в точке, если значения функции в близких точках не сильно меньше значения функции в ней. Функция полунепрерывна сверху в точке, если значения функции в близких точках не сильно превышают значения функции в ней.

## Определения
- Пусть дано полное метрическое пространство {\displaystyle (X,\varrho ).} Вещественнозначная функция {\displaystyle f:X\to \mathbb {R} } называется полунепреры́вной сни́зу (све́рху) в точке {\displaystyle x_{0}\in X}, если

{\displaystyle \varliminf _{x\to x_{0}}f(x)\geq f(x_{0})\;\left(\varlimsup _{x\to x_{0}}f(x)\leq f(x_{0})\right).}
- Функция {\displaystyle f} называется полунепрерывной снизу (сверху) на {\displaystyle M\subset X}, если она полунепрерывна снизу (сверху) для всех {\displaystyle x_{0}\in M}.

## Свойства
- Функция {\displaystyle f:X\to \mathbb {R} } полунепрерывна снизу тогда и только тогда, когда множество {\displaystyle \{x\in X\mid f(x)>a\}} открыто при любом {\displaystyle a\in \mathbb {R} .}
- Пусть {\displaystyle f,g:X\to \mathbb {R} } суть две полунепрерывные снизу (сверху) функции. Тогда их сумма {\displaystyle f+g} также полунепрерывна снизу (сверху).
- Предел монотонно возрастающей (убывающей) последовательности полунепрерывных снизу (сверху) в точке {\displaystyle x_{0}} функций есть полунепрерывная функция снизу (сверху) в {\displaystyle x_{0}}. Более точно пусть дана последовательность полуненпрерывных снизу (сверху) функций {\displaystyle f_{n}:X\to \mathbb {R} ,\;n\in \mathbb {N} } таких, что {\displaystyle f_{n+1}(x)\geq (\leq )f_{n}(x)\;\forall n\in \mathbb {N} \;\forall x\in X.} Тогда если существует предел {\displaystyle \lim \limits _{n\to \infty }f_{n}(x)=f(x)\;\forall x\in X,} то {\displaystyle f} полунепрерывна снизу (сверху).
- Если {\displaystyle u:X\to \mathbb {R} } и {\displaystyle v:X\to \mathbb {R} } есть полунепрерывные функции соответственно снизу и сверху соответственно, и на всём пространстве выполнено
     {\displaystyle -\infty <v(x)\leq u(x)<\infty ,\;x\in X,}
то существует непрерывная функция {\displaystyle f:X\to \mathbb {R} }, такая что
    {\displaystyle v(x)\leq f(x)\leq u(x),\;x\in X.}
- (Теорема Вейерштрасса) Пусть дано компактное подмножество {\displaystyle K\subset X.} Тогда полунепрерывная снизу (сверху) функция {\displaystyle f:K\to \mathbb {R} } достигает на {\displaystyle K} своего минимума (максимума).

## Примеры
- Целая часть {\displaystyle x\mapsto [x]} является полунепрерывной сверху функцией;
- Дробная часть {\displaystyle x\mapsto \{x\}} полунепрерывная снизу.
- Индикатор {\displaystyle \mathbf {1} _{U}} произвольного открытого в топологии, порождённой метрикой {\displaystyle \varrho }, множества {\displaystyle U\subset X} является полунепрерывной снизу функцией.
- Индикатор {\displaystyle \mathbf {1} _{V}} произвольного замкнутого множества {\displaystyle V\subset X} является полунепрерывной сверху функцией.